# La candidata
 (срп. Председница) мексичка је теленовела, продукцијске куће Телевиса, снимана 2016 и 2017.

## Синопсис
Рехина проводи дане бринући се о својој породици — покушава да сачува нарушени однос са супругом и стане на крај бунтовништву сина тинејџера. Међутим, за разлику од других жена, под будним је оком јавности: удата је за градоначелника, а сама је сенаторка у скупштини. Она зна да је, када је реч о политичком свету, моћ увек у рукама мушкарца и бори се да то промени. Када одлучи да се кандидује за председницу државе, Рехинин супруг Алонсо показује своје право лице: жесток је, насилан, бескрупулозан и способан да не трепнувши уништи сваког политичког конкурента, не бирајући средства и не марећи за последице. Тиме супругу, коју је сматрао највернијом савезницом, несвесно претвара у своју најљућу противницу.
Рехина је принуђена да му се супротстави, и баш тада се у њен живот враћа Херардо, друг из школских дана, са којим је раније била у вези. Он није само Алонсов противник: не циља само на политичку фотељу већ и на Рехинино срце. У међувремену, када Рехина схвати да је живот са човеком кога је мислила да воли и коме је родила сина, далеко од идеалног, пакује кофере и одлучује да га напусти. Када на површину испливају Алонсове мутне радње, схвата да је донела праву одлуку. Свесна је да, уколико жели да избегне катастрофу и опстане у корумпираном свету, мора да промени свој живот из корена.
Тада схвата да њен живот заиста јесте повезан са политиком, али не крај бившег супруга, већ раме уз раме са искреним и добрим човеком доброг срца који је безусловно подржава чак и ако то значи да се мора одрећи својих политичких амбиција и њој дати ветар у леђа да се бори за председничко место. Јер, то није тек политичка борба — то је битка од чијег исхода не зависи само њена већ и судбина целе земље.

## Глумачка постава

### Главне улоге
| Глумац:              | Улога:            |
| -------------------- | ----------------- |
| Силвија Наваро       | Рехина Барсенас   |
| Виктор Гонзалес      | Херардо Мартинез  |
| Рафаел Санчез Наваро | Алонсо Сан Роман  |
| Сусана Гонзалес      | Сесилија Барсенас |

### Споредне улоге
| Глумац:             | Улога:                 |
| ------------------- | ---------------------- |
| Најлеа Норвинд      | Тереза Ривера          |
| Ари Телч            | Игнасио                |
| Елена Рохо          | Наталија де Сан Роман  |
| Патрисио Кастиљо    | Омар Сан Роман         |
| Лус Марија Херез    | Ноеми                  |
| Хуан Карлос Барето  | Марио Барсенас         |
| Хуан Карлос Коломбо | Моралес                |
| Вероника Лангер     | Магда                  |
| Адалберто Пара      | Мауро Кастиљо          |
| Пилар Иксквик Мата  | Исела Агилар           |
| Хилберто де Анда    | Алмирон                |
| Енрике Ареола       | Пачеко                 |
| Иринео Алварес      | Ларета                 |
| Хосе Карлос Руиз    | председник сената      |
| Фабиола Гуахардо    | Флоренсија             |
| Фернанда Боркес     | Данијела               |
| Федерико Ајос       | Емилијано Сан Роман    |
| Хуан Мартин Хауреги | Ернан                  |
| Карла Фарфан        | Химена Мартинез Ривера |
| Алејда Хаљардо      | Нијевес                |
| Анхело Серло        | Очоа                   |
| Рикардо Креспо      | Хавијер                |
| Барбара Фалкони     | Најели                 |
| Мишел Гонзалес      | Марсија                |
| Лис Хаљардо         | Дебора                 |
| Фернандо Ларањага   | Пабло Контрерас        |